# Johannes von Euch

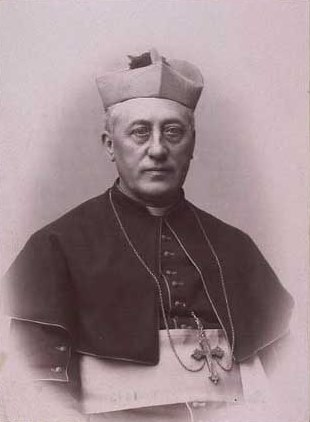
Johannes von Euch, 1893

Johannes von Euch (* 21. Januar 1834 in Meppen; † 18. März 1922 in Kopenhagen) war Bischof und Apostolischer Vikar von Dänemark.
Johannes von Euch ist ein Nachfahre der hugenottischen Familie der Barone De Vous. Sein Vater hatte sich 1831 im emsländischen Meppen niedergelassen und betrieb dort eine Schankwirtschaft. Johannes studierte Theologie und wurde durch Paulus Melchers zum Priester geweiht. Da das damalige Nordische Vikariat vom Bistum Osnabrück aus verwaltet wurde, war er in Dänemark tätig. Als Pfarrer von Fredericia wurde er 1884 Apostolischer Präfekt von Dänemark. Mit der Erhebung der Präfektur zum Apostolischen Vikariat wurde er am 15. März 1892 zum Titularbischof von Anastasiopolis und Apostolischer Vikar von Dänemark und am 8. September 1892 durch Bernhard Höting zum Bischof geweiht. Er war ein großer Organisator, und seine Amtszeit war eine Zeit des Aufbruchs, in der die Zahl der Katholiken in Dänemark durch Einwanderung und noch mehr durch Konversionen von 3.000 auf 25.000 stieg.